# تحت تعقیب‌های هند
تحت تعقیب‌های هند به (هندی:इंडियाज मोस्ट वांटेड) یک فیلم هیجان انگیز، اکشن محصول آمریکا در سال ۲۰۱۹ می‌باشد. فیلم‌برداری فیلم از ماه مه ۲۰۱۸ آغاز شد و در نوامبر ۲۰۱۸ به پایان رسید.

## بازیگران
- آرجون کاپور